# Orlando Pirates Windhoek
Orlando Pirates Windhoek is een Namibische voetbalclub uit de hoofdstad Windhoek.

## Erelijst
- Landskampioen

1990
- Beker van Namibië

2002, 2006